# Positividad corporal

La escultura de bronce, Jag tänker på mig själv - Växjö (' estoy pensando en mí misma - Växjö') de Marianne Lindberg De Geer, 2005, en el exterior del museo de arte de Växjö, Suecia. Su demostración de una mujer delgada y una mujer gorda es una manifestación contra la obsesión de la sociedad moderna con cómo miramos a los demás. La escultura ha sido una fuente de controversia en la ciudad, con ambas estatuas siendo atacadas y reparadas durante 2006.

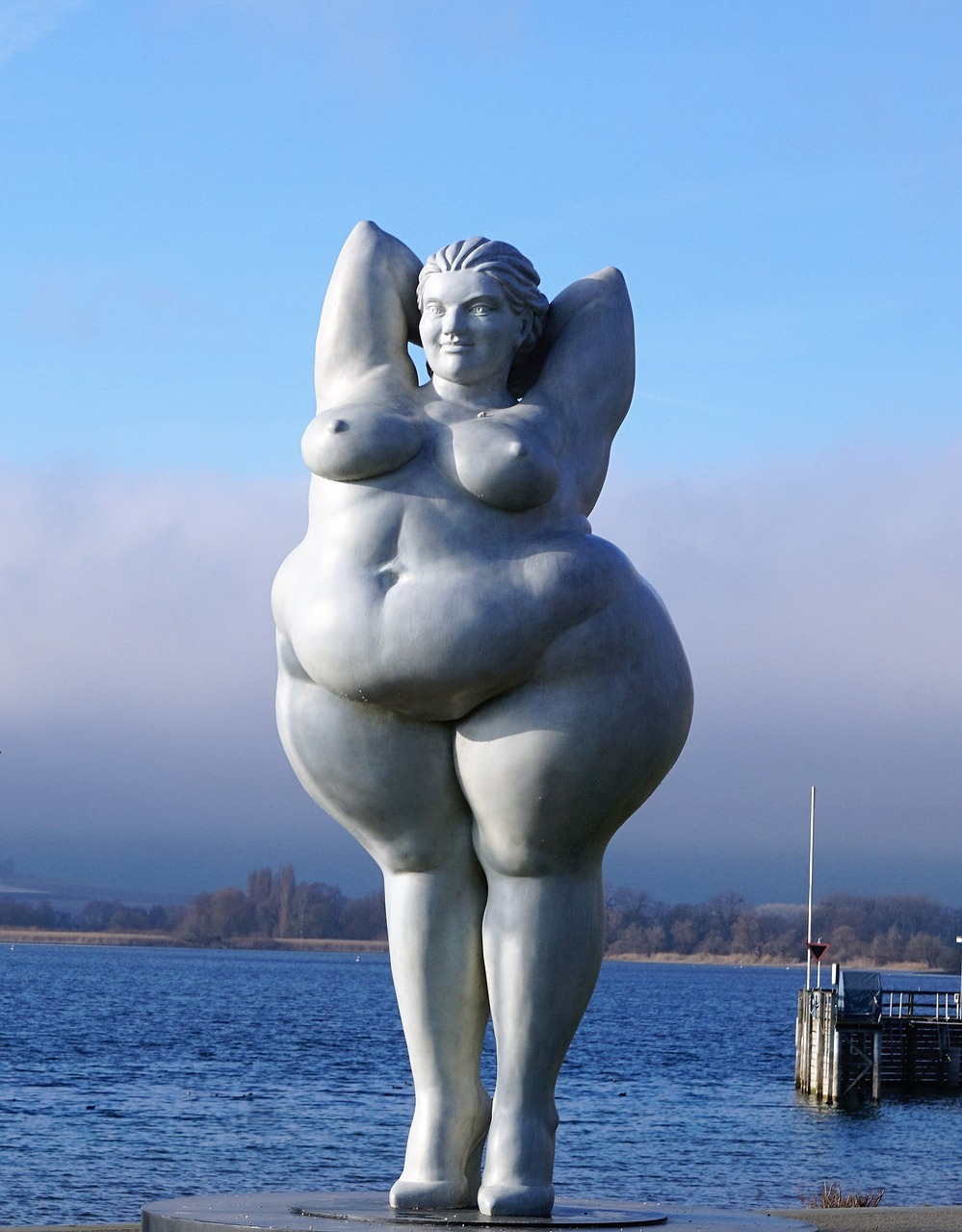
En esta fotografía se puede ver Yolanda, una estatua de resina creada por Miriam Lenk. La artista dice que Yolanda es "Un icono para las mujeres con confianza en sí mismas... Yolanda ocupa el espacio disponible y no se preocupa sobre las objeciones."

Positividad corporal, también conocido por su nombre en inglés body positivity, es un movimiento social inicialmente creado para empoderar a personas gordas, a la vez que  desafiar y cuestionar las maneras en que la sociedad presenta y observa el cuerpo humano. El movimiento defiende la aceptación de todos los cuerpos independientemente de su grado de discapacidad, tamaño, género, raza, o aspecto.

## Puntos de vista
Los activistas de la positividad corporal creen que el tamaño de los cuerpos es -al igual que el grado de discapacidad, género, raza, o aspecto-, una de las muchas maneras en que nuestros cuerpos están colocados en una jerarquía de poder y atractivo o deseabilidad. El movimiento tiene como objetivo desafiar los estándares de belleza, construir una imagen positiva sobre el cuerpo y mejorar la autoconfianza. Un pilar central defiende que la belleza es una construcción de la sociedad y que esta construcción no debería de determinar la confianza  o autoestima de cada individuo. Las personas son incentivadas a amarse a sí mismas independientemente de  sus atributos físicos
La positividad corporal tiene raíces en el movimiento de aceptación de las personas gordas así como la Asociación Nacional para la Promoción de la Aceptación de la Obesidad. El positivismo corporal difiere del movimiento de aceptación de las personas grandes en que abarca e incluye todos los tipos de cuerpo, mientras que la aceptación de las personas gordas sólo defiende a los individuos considerados obesos o con sobrepeso. El movimiento defiende que ni la gordofobia ni la flacofobia son aceptables, y que todos los tipos de cuerpos deberían de ser celebrados.
El Body-positive está percibido como la celebración del aspecto físico de cada uno tal y como es, y las mujeres son animadas a defender la aceptación del vello corporal, los fluidos corporales, la menstruación, y a desafiar las ideas preconcebidas respecto a cómo las mujeres deben ser vistas en sociedad.

## Psicología
Un objetivo principal del movimiento de positividad corporal es la mejora del bienestar psicológico del individuo, especialmente en aquellos que adolecen de una imagen negativa de su propio cuerpo. Se ha descubierto que una mala imagen sobre el propio cuerpo puede ser el causante de una variedad de problemas de salud física y mental, incluyendo anorexia, bulimia, depresión, y trastorno dismórfico corporal. Los participantes son animados a ver la autoaceptación y el autoamor como atributos que dignifican a la persona.

## Inclusión
El movimiento de positividad corporal está centrado en gran parte en mujeres, dando por hecho que los estándares de belleza social son más prevalentes  y por tanto afectan más a las mujeres que a los hombres. Sin embargo, los hombres también afrontan presiones sociales que les empujan a alcanzar una meta de "hombre ideal". Algunas características de este hombre ideal serían el tener cierta altura, un pene grande, unos abdominales vistosos o “un torso ancho, con brazos, hombros, pectorales, etc. bien musculados". Los hombres afrontan ansiedades similares a las mujeres, y sienten presión para mantener en forma sus cuerpos, por lo que ciertamente pueden tener problemas con su imagen corporal. Hombres y niños tienen problemas de dismorfia corporal y padecen de trastornos alimentarios como la anorexia y la bulimia al igual que las mujeres, aunque se habla de ello menos a menudo. El movimiento body-positive suele centrar su atención y debates en las mujeres, mientras que idealmente aplica a personas de todos los  géneros, edades, etnias, preferencias sexuales, religiones, y sexos.

## Críticas al movimiento
El movimiento de positividad corporal ha sido criticado por incitar a llevar estilos de vida que pudieran afectar negativamente a la salud. Una crítica recurrente es que una aprobación excesiva de las personas obesas y con sobrepeso puede llevar a disuadirles de intentar mejorar su salud. Entre los profesionales de la salud la afinidad con el movimiento es muy baja. Un estudio de 2012 mostró que entre una muestra de 1.130 dietistas, nutricionistas, enfermeros y doctores, sólo el 1,4% tuvo "actitudes positivas o neutras" con respecto al exceso de grasa corporal. Según el doctor Aditi G Jha, M.D., “la obesidad es el primer factor de riesgo asociado con diabetes, hipertensión, e infertilidad.” El movimiento body-positive es a veces considerado una "denegación de ciencia".